# Šarišské Čierne
Šarišské Čierne (rusiń. Шарішске Чорне, Szariszske Czorne) – wieś (obec) na Słowacji, w kraju preszowskim w powiecie Bardejów. Pierwsze wzmianki o miejscowości pochodzą z roku 1414.
Według danych z dnia 31 grudnia 2009 wieś zamieszkiwało 300 osób, w tym 153 kobiety i 147 mężczyzn.
W 2001 roku względem narodowości i przynależności etnicznej Słowacy stanowili jedynie 37,39% (dziesięć lat wcześniej niemal 65%). Istniała tu duża mniejszość ukraińska (26,96%) oraz rusińska (21,16%). Dominującym wyznaniem było prawosławie, które wyznawało 54,49% populacji, 42,03% zaś to grekokatolicy.